# 가말로스트
가말로스트(노르웨이어: gamalost)는 노르웨이의 치즈이다. 노르웨이 서부의 송네피오르와 하르당에르피오르 지역에서 생산한다. 

## 이름
노르웨이어 "가말로스트(gamalost)"는 "오래된 치즈"라는 뜻이다. 보크몰 "감멜(gammel)"이나 "감말(gammal)", 또는 뉘노르스크 "가말(gamal)"이나 "감말(gammal)"은 "늙은, 낡은, 오래된"을 뜻한다. "오스트(ost)"는 "치즈"를 뜻하는 말이다. 이 치즈가 생산되는 노르웨이 서부에서는 주로 뉘노르스크를 사용하기 때문에 치즈가 "가말로스트"로 알려졌으며, 보크몰 사용 지역에서는 "감말로스트(gammalost)"나 "감멜로스트(gammelost)"라 부르기도 한다.

## 같이 보기
- 얄스베르그
- 헤르고르소스트